# Great Neck (New York)
Pour la péninsule située dans le même État, voir Great Neck.
Great Neck est un village situé dans le nord-ouest du comté de Nassau dans l'État de New York aux États-Unis.

## Démographie
| Groupe            | Great Neck | New York | États-Unis |
| ----------------- | ---------- | -------- | ---------- |
| Blancs            | 82,8       | 66,8     | 72,4       |
| Asiatiques        | 7,2        | 7,3      | 4,8        |
| Autres            | 3,9        | 7,4      | 6,4        |
| Métis             | 3,9        | 3,0      | 2,9        |
| Afro-Américains   | 2,0        | 15,9     | 12,6       |
| Amérindiens       | 0,2        | 0,6      | 0,9        |
| Total             | 100        | 100      | 100        |
|                   |            |          |            |
| Latino-Américains | 10,2       | 17,6     | 16,7       |

| Indicateur                             | Great Neck | États-Unis |
| -------------------------------------- | ---------- | ---------- |
| Personnes de moins de 5 ans            | 10,0 %     | 6,1 %      |
| Personnes de moins de 18 ans           | 29,9 %     | 22,6 %     |
| Personnes de plus de 65 ans            | 18,8 %     | 15,6 %     |
| Femmes                                 | 50,8 %     | 50,8 %     |
| Personnes par foyer                    | 3,22       | 2,64       |
| Vétérans                               | 3,0 %      | 8,0 %      |
| Personnes nées étrangères à l'étranger | 35,1 %     | 13,2 %     |
| Personnes sans assurance maladie       | 4,4 %      | 10,2 %     |
| Personnes avec un handicap             | 3,3 %      | 8,6 %      |
| Revenus annuels                        | 41 070 $   | 29 829 $   |
| Personnes sous le seuil de pauvreté    | 6,2 %      | 12,3 %     |
| Diplômés du lycée                      | 90,9 %     | 87,0 %     |
| Diplômés de l'université               | 53,1 %     | 30,3 %     |

## Source
- (en) Cet article est partiellement ou en totalité issu de l’article de Wikipédia en anglais intitulé « Great Neck (village), New York » (voir la liste des auteurs).

1. ↑  (en) « Great Neck, NY Population - Census 2010 and 2000 », sur censusviewer.com.
2. ↑  (en) « Population of New York - Census 2010 and 2000 », sur censusviewer.com.
3. ↑  (en) « U.S. Census Bureau QuickFacts : Great Neck village, New York; United States », sur Census Bureau QuickFacts (consulté le 20 novembre 2023).